# Kurt Meyerhof
Kurt Meyerhof (* 14. Februar 1908 in Berlin; † 16. August 1987 ebenda) war ein deutscher Politiker (FDP).
Kurt Meyerhof besuchte eine Oberrealschule und legte das Abitur ab. Er machte eine kaufmännische Ausbildung und arbeitete anschließend als Gaststätten-Kaufmann. Nach dem Zweiten Weltkrieg trat er der FDP bei und war zeitweise der Vorsitzende der FDP im Bezirk Wilmersdorf. Da Karl Hübner Bundestagsabgeordneter wurde, rückte Meyerhof in das Abgeordnetenhaus von Berlin nach. Nach der Berliner Wahl 1954 wurde er 1955 von der Bezirksverordnetenversammlung in Wilmersdorf zum Bezirksstadtrat für Volksbildung gewählt. 1959 schied er aus dem Amt aus.